# Медведково (городской округ город Бор)
Медведково — деревня в городском округе город Бор Нижегородской области России.

## География
Деревня находится в центральной части Нижегородской области, в зоне хвойно-широколиственных лесов, при автодороге 22Н-0708, к северо-западу от города Бора, административного центра района. Абсолютная высота — 75 метров над уровнем моря.

### Климат
Климат характеризуется как умеренно континентальный, с коротким умеренно тёплым летом и холодной продолжительной зимой. Среднегодовая температура воздуха — 3,6 °C. Средняя температура воздуха самого холодного месяца (января) — −13 °C (абсолютный минимум — −42 °C); самого тёплого месяца (июля) — 18,5 °C (абсолютный максимум — 37 °С). Среднегодовое количество атмосферных осадков составляет 500—600 мм, из которых две трети выпадает в тёплый период.

### Часовой пояс
Деревня Медведково, как и вся Нижегородская область, находится в часовой зоне МСК (московское время). Смещение применяемого времени относительно UTC составляет +3:00.

## Население
| 2002 | 2010 |
| ---- | ---- |
| 140  | ↗163 |

### Национальный состав
Согласно результатам переписи 2002 года, в национальной структуре населения русские составляли 79 %.